# Meet the Temptations
Albums de The Temptations
The Temptations Sing Smokey
(1965)
Meet the Temptations est le premier album du groupe The Temptations, sorti en mars 1964. Il réunit des titres parus en 45 tours durant les trois années précédentes. Toutes les chansons, à l'exception de The Way You Do the Things You Do, ont été enregistrées avec Elbridge Bryant avant son renvoi du groupe, en décembre 1963, et son remplacement par Davis Ruffin. C'est ce dernier qui figure sur la photographie de la pochette aux côtés des quatre autres Temptations.

## Titres

### Face 1
1. The Way You Do the Things You Do (Smokey Robinson, Bobby Rogers) – 2:40
2. I Want a Love I Can See (Robinson) – 2:29
3. (You're My) Dream Come True (Berry Gordy) – 2:54
4. Paradise (Gordy) – 2:49
5. May I Have This Dance (Janie Bradford, Norman Whitfield) – 2:09
6. Isn't She Pretty (Gordy, Eddie Kendricks, Otis Williams) – 2:41

### Face 2
1. Just Let Me Know (Gordy) – 2:48
2. Your Wonderful Love (Gordy) – 2:50
3. The Further You Look, the Less You See (Robinson, Whitfield) – 2:17
4. Check Yourself (Elbridge Bryant, David English, Gordy, Williams) – 2:44
5. Slow Down Heart (Robinson) – 2:27
6. Farewell My Love (Gordy) – 2:25

## Musiciens
- Eddie Kendricks : chant, chœurs
- Paul Williams : chant, chœurs
- Melvin Franklin : chant, chœurs
- Otis Williams : chant, chœurs
- Elbridge Bryant : chant, chœurs (toutes sauf 1)
- Davis Ruffin : chant, chœurs (1)
- Eddie Holland : chœurs (10)
- Brian Holland : chœurs (10)